# Stanisław Krauze (farmaceuta)
Stanisław Krauze (ur. 11 listopada 1902 w Łodzi, zm. 21 lipca 1977 w Warszawie) – polski farmaceuta, profesor doktor habilitowany, twórca polskiej szkoły bromatologicznej.

## Życiorys
Wychowywał się w ubogim domu działacza SDKPiL Konstantego Krauze, uczył się w gimnazjum im. Mikołaja Kopernika i jednocześnie pracował zarobkowo. W 1920 ochotniczo zgłosił się do wojska i walczył w wojnie polsko-bolszewickiej, po jej zakończeniu ukończył również naukę w gimnazjum. Następnie wyjechał do Warszawy, gdzie studiował w Oddziale Farmacji Uniwersytetu Warszawskiego, w 1924 uzyskał dyplom magistra farmacji. Pozostał na uczelni na stanowisku starszego asystenta w Katedrze Nauki o Środkach Spożywczych, jego nauczycielami i współpracownikami byli m.in. prof. Stanisław Przybytek i Adam Maurizio. Prowadził ćwiczenia ze studentami, na potrzeby tych zajęć w 1926 wspólnie z Cezarym Wichrowskim opracowali skrypt „Metodyka badania produktów spożywczych i przedmiotów użytku codziennego”. Równocześnie pracował pod kierunkiem prof. Jana Zaleskiego w Zakładzie Chemii Farmaceutycznej, przygotował tam i w 1931 obronił pracę doktorską pt. „Badania nad terpentyną polską” uzyskując tytuł doktora farmacji. Następnie rozpoczął prowadzić wykłady z zakresu technologii żywności w Wyższej Szkole Wojennej, a następnie w Wyższej Szkole Intendentury. W 1932 uzyskał stypendium z Funduszu Kultury Narodowej i wyjechał na roczny staż naukowy w Laboratorium Higieny Żywności Państwowego Urzędu Zdrowia w Bernie, uczestniczył tam w pracach nad opracowaniem Szwajcarskiego Kodeksu Żywnościowego. Wspólnie z Theodore von Fellenbergiem opracował test do wykrywania kwasu p-hydroksybenzoesowego, znany jako odczynnik Deniges-von Fellenberg-Krauze. W 1935 został dyrektorem Państwowego Zakładu Badania Żywności i Przedmiotów Użytku. Prowadził badania nad yerba mate, jego promotor prof. Witold Rawita-Witanowski w 1937 przedstawił ich wyniki Radzie Wydziału Farmacji Uniwersytetu Warszawskiego i na tej podstawie Stanisław Krauze uzyskał habilitację.  
Podczas II wojny światowej pracował w Zakładzie Badania Żywności i Przedmiotów Użytku Państwowego Zakładu Higieny, współpracował z ruchem oporu oraz uczestniczył w tajnym nauczaniu studentów Wydziału Farmacji Uniwersytetu Warszawskiego. Podczas powstania warszawskiego przebywał w budynku PZH.  
Po zakończeniu wojny wyjechał do Łodzi, gdzie zaangażował się w tworzenie Wydziału Farmacji na nowo powstałym Uniwersytecie Łódzkim. Stanisław Krauze zorganizował i objął kierownictwo w Katedrze Nauki o Środkach Spożywczych, równocześnie kierował Zakładem Badania Żywności i Przedmiotów Użytku PZH z siedzibą w Łodzi. Będąc jedynym polskim doktorem habilitowanym w dziedzinie bromatologii został w 1947 profesorem zwyczajnym i został kierownikiem Zakładu Badania Środków Spożywczych na Uniwersytecie Warszawskim, zakład ten przekształcono w Zakład Bromatologii. W 1950 zainicjował powstanie „Roczników Państwowego Zakładu Higieny”, których był przez wiele lat redaktorem naczelnym, a następnie członkiem komitetu redakcyjnego. Od 1956 był członkiem Międzynarodowego Towarzystwa Zwalczania Chorób Cywilizacyjnych, był również wiceprzewodniczącym tego towarzystwa. Ponadto należał do Angielskiego Towarzystwa Chemików Analityków, Towarzystwa Analityków i Ekspertów Francuskich, Szwajcarskiego Towarzystwa Chemicznego. W 1958 rozpoczął współpracę z Komisją Rady Europy do spraw Kodeksu Żywnościowego, która w 1962 została przekształcona w organizację FAO/WHO (KKŻFAO/WHO). Przez 8 lat pełnił funkcję ich prezesa. Aktywnie uczestniczył w wielu posiedzeniach poświęconych Kodeksowi Żywnościowemu, był współautorem rozdziału Kodeksu dotyczącego grzybów jadalnych. Współpracował z KKŻFAO/WHO do 1973 r. Ponadto był ekspertem Światowej Organizacji Zdrowia ds. substancji obcych w żywności. Przez wiele lat należał do Polskiego Towarzystwa Chemicznego oraz Polskiego Towarzystwa Farmaceutycznego, od 1964 był Członkiem Honorowym tego towarzystwa. W 1962 zrezygnował z kierowania Zakładem Badania Żywności i Przedmiotów Użytku, w 1970 został równocześnie dyrektorem Instytutu Biofarmacji Akademii Medycznej w Warszawie. W 1973 przeszedł na emeryturę.  
Dorobek naukowy Stanisława Krauzego obejmował 91 prac doświadczalnych, 89 poglądowych i monografii, 10 podręczników i 8 skryptów, był promotorem 22 doktoratów i opiekunem 16 habilitacji. 
Zmarł w Warszawie, pochowany na cmentarzu Powązkowskim (kwatera 141-II-12).

## Publikacje
- „Artykuły żywności i przedmioty użytku” (2 tomy 1946, 1964)
- „Podstawowe wskazówki do wykonywania kontroli żywności i przedmiotów użytku” (1949)
- „Bromatologia” (1967, 1975)
- „Artykuły żywności i przedmiotów użytku. Ustawodawstwo – Metody badania – Ocena” (1953), współautor M. Nikonorow
- „Podręcznik analityka żywnościowego” (1962), współautorzy L. Piekarski, Z. Bożyk.

## Ordery i odznaczenia
- Krzyż Komandorski Orderu Odrodzenia Polski
- Krzyż Oficerski Orderu Odrodzenia Polski
- Złoty Krzyż Zasługi
- Medal 10-lecia Polski Ludowej (13 stycznia 1955)[3]
- Odznaka tytułu honorowego „Zasłużony Nauczyciel PRL” (1976)
- Medal Pamiątkowy Akademii Medycznej w Warszawie (1976)
- Złota Odznaka Honorowa za Zasługi dla Republiki Austrii (Das Grosse Goldene Ehrenzeichen) (Austria)
- Krzyż Oficerski „Pour la Recherche et l’Invention” (Francja)

Źródło: